# Aleksandr Woznicyn
Aleksandr Artiemjewicz Woznicyn (ros. Александр Артемьевич Возницын; ur. 1701, zm. 15 lipca 1738) – emerytowany kapitan-lejtnant rosyjskiej floty, spalony na stosie ze względu na przyjęcie judaizmu. Prawdopodobnie ostatnia osoba skazana w Europie wyrokiem sądowym na śmierć przez spalenie ze względów religijnych.

## Pochodzenie
Aleksandr Woznicyn wychował się w rodzinie prawosławnej. Był gruntownie wykształcony. Pochodził ze starego szlacheckiego rodu związanego z Nowogrodem Wielkim. Jego wuj, Prokofij Bogdanowicz Woznicyn, należał do moskiewskiej arystokracji. Jako dyplomata doprowadził do podpisania w Bakczysaraju w roku 1681 rozejmu między Rosją a Turcją. Jego ciotka została żoną kontradmirała Iwana Akimowicza Sieniawina, co otworzyło Aleksandrowi drogę do kariery w rosyjskiej flocie.

## Konwersja na judaizm
Aleksandr Woznicyn okazał się człowiekiem niepoczytalnym, co doprowadziło do roztrwonienia przez niego większości majątku. Z tego powodu jego siostra w roku 1737 skierowała pozew do Senatu Rządzącego, by cały majątek brata został jej oddany pod opiekę. Po przeprowadzeniu dochodzenia i badań Senat potwierdził u kapitana-lejtnanta objawy choroby psychicznej oraz przychylił się do pozwu jego siostry, która przejęła pod opiekę większość jego włości. Natomiast samego Woznicyna Senat skierował na wcześniejszą emeryturę. W wyniku jego choroby i utraty reszty majątku znienawidziła go żona, Jelena Iwanowna.
W roku 1738 przebywając w Moskwie Woznicyn poznał Żyda Borocha Lejbowa. Pod jego wpływem rozpoczął wspólne czytanie Biblii (Aleksandr w wydaniu prawosławnym, a Boroch w żydowskim). Wówczas Woznicyn uznał żydowską interpretację Biblii oraz żydowskie prawo za jedynie słuszne, w związku z czym postanowił porzucić wiarę prawosławną i dokonać konwersji na judaizm. W tym celu obaj udali się w podróż do Rzeczypospolitej, gdzie w Dubrownej Aleksandr Woznicyn wyrzekł się prawosławia i został obrzezany.

## Proces sądowy
Wówczas żona Aleksandra, Jelena Iwanowna, zapewne z zemsty na mężu za roztrwonienie majątku, wraz z dwiema służącymi w charakterze świadków złożyła w Kancelarii Synodalnej w Moskwie donos na męża o jego konwersji na judaizm. Wezwany na przesłuchanie przez Kancelarię synodalną nie przyznał się do winy, wówczas sprawa została przekazana do Kancelarii Tajnych Dochodzeń, gdzie Woznicyn został poddany torturom. Na torturach przyznał się do przyjęcia judaizmu oraz wskazał Borocha Lejbowa jako tego, który go nakłonił do konwersji. Pod wpływem tortur Boroch uznał swoją winę i przyznał, że Woznicyn został obrzezany.
Proces odbył się w przyspieszonym tempie. Choć Aleksander Woznicyn złożył przysięgę, że już nigdy nie będzie praktykował judaizmu i żydowskich obrzędów, w kwietniu 1738 r. sprawa została skierowana do Kolegium Sprawiedliwości Senatu Rządzącego. Wówczas 28 maja 1738 roku cesarzowa Anna Iwanowna Romanowa nakazała zaniechać dalszego śledztwa. Obaj oskarżeni zostali skazani na publiczne spaleni na stosie, wyrok wykonano 15 lipca 1738 roku na głównym placu w Petersburgu.
Żona Woznicyna za donos władzom o konwersji męża otrzymała należną część z jego ruchomego i nieruchomego majątku oraz dodatkowo „do 100 dusz poddanych wraz z ziemiami i innymi przynależnościami”.
Rosyjski filozof Władimir Sołowjow uważał, że sprawa Woznicyna miała być ostatnim przejawem europejskiej inkwizycji oraz ostatnim sądowym wyrokiem na uśmiercenie poprzez spalenie na stosie w Europie ze względów religijnych.

## Konsekwencje
Cesarzowa Anna Romanowa nie chciała, by proces się przeciągał. Być może obawiała się odnowienia herezji judaizantów, która w Nowogrodzie Wielkim – miejscowości pochodzenia Woznicyna – pod koniec XV wieku swoim zasięgiem objęła szerokie warstwy duchowieństwa prawosławnego oraz miejscowej arystokracji. Choć została ona zażegnana w roku 1504, to jednak pozostawała w ukryciu co najmniej do XVII wieku.
Sprawa Woznicyna przyniosła drastyczny zwrot w polityce Imperium Rosyjskiego wobec Żydów. Od roku 1727 rosyjskie prawo dekretem Piotra II zezwalało żydowskim kupcom na swobodny wjazd do Małorosji na jarmarki i w celach handlowych bez możliwości osiedlania się. W roku 1731 Anna Romanowa poszerzyła ten obszar ograniczonej swobody handlu Żydów na Smoleńsk, a w roku 1734 na tereny Ukrainy Słobodzkiej. Od roku 1740 cesarzowa zaczęła wydawać dekrety o charakterze antyżydowskim. 11 lipca 1740 wydała rozporządzenie, nakazujące wydalenie wszystkich Żydów poza granice Rosji oraz zakazujące im przyjeżdżania do Rosji nawet w celach handlowych. W roku 1742 cesarzowa Elżbieta Romanowa nakazała wygnanie z mało- i wielkorosyjskich miast i wsi wszystkich Żydów wraz z całym ich dobytkiem, chyba że zdecydowaliby się przyjąć prawosławie. W roku 1744 Elżbieta Romanowa odrzuciła sprzeciw niektórych rosyjskich środowisk kupieckich zainteresowanych dopuszczeniem Żydów do handlu w zachodnich prowincjach Imperium Rosyjskiego.
Pociągając za sobą dotkliwe konsekwencje, proces Alekandra Woznicyna i Żyda Borocha stał się znaczącym wydarzeniem wpływającym na dzieje diaspory żydowskiej w Rosji. Prawa wprowadzane w wyniku procesu obowiązywały do czasów Katarzyny II, która określiła strefę osiedlenia Żydów w Rosji.

## W kulturze
Do procesu Aleksandra Woznicyna nawiązał w połowie XVIII wieku poeta Antioch Kantemir, a w wieku XX Leontij Josifowicz Rakowski na podstawie tych wydarzeń napisał powieść historyczną pt. Izumlennyj kapitan (Odurzony kapitan).